# 매향여자정보고등학교
매향여자정보고등학교(梅香女子情報高等學校)는 대한민국 경기도 수원시 팔달구 매향동에 있는 사립 고등학교이다.

## 학교 연혁
- 1902년 6월 3일 : 미국 북감리교 여선교회 M.F Scranton 선교사에 의해 보시동 수원읍 교회(현 종로감리교회)의 초가집에서 여학생 3명으로 '삼일 소학당' 개교
- 1906년 1월 1일 : '삼일여학당', 삼일남학당' 으로 분리
- 1909년 4월 28일 : 학부대신 이재곤으로부터 '삼일여학교' 설립인가, 교장 스크랜턴
- 1926년 5월 20일 : 수정된 신교육령 의해 ‘삼일여자보통학교' 로 인가
- 1938년 4월 1일 : ‘매향여자심상소학교’ 로 개칭, 김영래 교장 취임
- 1941년 5월 21일 : ‘수원여자매향학교’ 로 명칭변경
- 1946년 4월 24일 : ‘매향여자초급중학교’ 설립
- 1953년 1월 31일 : ‘매향여자고등기술학교’ 인가(2년제 가사과, 타자과, 사진과 각 2학급 전 6학급 300명)
- 1958년 2월 13일 : ‘매향여자가정고등학교’ 인가(3년제 가정과 학년당 2학급 300명)
- 1963년 1월 29일 : ‘매향여자실업고등학교’ 로 교명 변경, 학칙변경
- 1964년 6월 27일 : 학교법인 ‘매향학원’ 설립인가, 최병욱 이사장 취임
- 1972년 12월 5일 : ‘매향여자상업고등학교’ 로 교명개칭(각 학년 상업과 4학급씩 전 12학급)
- 1986년 9월 : 도서관(서희석 기념관) 신축 준공(지하 1층, 지상 3층 237.21평)
- 1996년 4월 : ‘매향여자경영정보고등학교’ 로 교명변경
- 2000년 3월 : ‘매향여자정보고등학교’ 로 교명개칭(학년당 정보처리과 6학급, 경영정보과 4학급 전 30학급)
- 2017년 1월 1일 : 고등학교 보건간호과 신설
- 2017년 6월 3일 : 학교건물명 지정. 경천관(구 본관), 애인관(구 상과관)
- 2024년 9월 1일 : 고등학교 제10대 김달호 교장 취임

## 설치 학과
- 보건간호과
- 공공사무행정과
- 패션산업디자인과
- 소셜미디어콘텐츠과
- 영상콘텐츠과
- 회계금융비즈니스과
- 호텔관광비즈니스과
- 메타비즈니스과

## 참고 자료
- 매향여자정보고등학교 - 한국교육학술정보원 학교알리미